# Ophryosporus
Ophryosporus är ett släkte av korgblommiga växter. Ophryosporus ingår i familjen korgblommiga växter.

## Dottertaxa tillOphryosporus, i alfabetisk ordning[1]
- Ophryosporus angustifolius
- Ophryosporus anomalus
- Ophryosporus apricus
- Ophryosporus axilliflorus
- Ophryosporus bipinnatifidus
- Ophryosporus burkartii
- Ophryosporus carchiensis
- Ophryosporus charua
- Ophryosporus chilca
- Ophryosporus cumingii
- Ophryosporus densiflorus
- Ophryosporus eleutherantherus
- Ophryosporus ferreyrii
- Ophryosporus floribundus
- Ophryosporus freyreysii
- Ophryosporus galioides
- Ophryosporus heptanthus
- Ophryosporus hoppii
- Ophryosporus johnstonii
- Ophryosporus kuntzei
- Ophryosporus laxiflorus
- Ophryosporus lorentzii
- Ophryosporus macbridei
- Ophryosporus macrodon
- Ophryosporus marchii
- Ophryosporus mathewsii
- Ophryosporus organensis
- Ophryosporus ovatus
- Ophryosporus paradoxus
- Ophryosporus peruvianus
- Ophryosporus pinifolius
- Ophryosporus piquerioides
- Ophryosporus pubescens
- Ophryosporus regnellii
- Ophryosporus sagasteguii
- Ophryosporus serratifolius
- Ophryosporus sodiroi
- Ophryosporus steinbachii
- Ophryosporus triangularis
- Ophryosporus venosissimus